# Hemimyzon confluens
Hemimyzon confluens е вид лъчеперка от семейство Balitoridae. Видът е световно застрашен, със статут Уязвим.

## Разпространение
Разпространен е в Лаос.